# 196
196 (CXCVI na numeração romana) foi um ano bissexto do século II do Calendário Juliano, da Era de Cristo, teve início a uma quinta-feira  e terminou a uma sexta-feira, as suas letras dominicais foram D e C (53 semanas)
| Ano completo                           |
| -------------------------------------- |
| Ano bissexto com início à quinta-feira |